# West-Aziatisch kampioenschap voetbal 2010
De West Asian Football Federation Championship 2010 was de 6de editie van de West Asian Football Federation Championship. Het toernooi werd gehouden van 24 september 2010 tot en met 3 oktober 2010 in Jordanië. Het toernooi werd voor de eerste keer gewonnen door Koeweit door in de finale Iran met 2-1 te verslaan.

## Geplaatste teams
| WAFF-leden                            |                                         |                            |
| ------------------------------------- | --------------------------------------- | -------------------------- |
| - Iran (Titelhouder) - Bahrein - Oman | - Jordanië (Gastland) - Syrië - Koeweit | - Irak - Jemen - Palestina |

De loting voor het eindtoernooi vond plaats op 1 juli 2010 in Amman. De drie groepswinnaars plus de beste nummer 2 plaatsen zich voor de halve finales.

## Stadion
| Amman                    |
| ------------------------ |
| King Abdullah II Stadion |
| Capaciteit: 18.000       |
| · Amman Jordanië         |

## Groepsfase

### Groep A
| Land    | Gsp | Win | Gel | Ver | DV | DT | +/− | Pnt |
| ------- | --- | --- | --- | --- | -- | -- | --- | --- |
| Iran    | 2   | 1   | 1   | 0   | 5  | 2  | +3  | 4   |
| Bahrein | 2   | 1   | 0   | 1   | 2  | 3  | –1  | 3   |
| Oman    | 2   | 0   | 1   | 1   | 2  | 4  | –2  | 1   |

|                                                  |                           |       |         |                                                                                          |
| 24 september 2010 «onderlinge duels» 16:00 (GMT) | Iran                      | 3 – 0 | Bahrein | Amman International Stadium, Amman Toeschouwers: 8.000 Scheidsrechter: Nasser Al-Ghafari |
| 24 september 2010 «onderlinge duels» 16:00 (GMT) | Aghili 36', 38' Oladi 47' |       |         | Amman International Stadium, Amman Toeschouwers: 8.000 Scheidsrechter: Nasser Al-Ghafari |

|                                                  |                     |       |      |                                                      |
| 26 september 2010 «onderlinge duels» 16:00 (GMT) | Bahrein             | 2 – 0 | Oman | Amman International Stadium, Amman Toeschouwers: 500 |
| 26 september 2010 «onderlinge duels» 16:00 (GMT) | Abdullatif 63', 67' |       |      | Amman International Stadium, Amman Toeschouwers: 500 |

|                                                  |                           |       |                               |                                                                                     |
| 28 september 2010 «onderlinge duels» 16:00 (GMT) | Oman                      | 2 – 2 | Iran                          | Amman International Stadium, Amman Toeschouwers: 3.000 Scheidsrechter: Ko Hyung-jin |
| 28 september 2010 «onderlinge duels» 16:00 (GMT) | Hadid 40' Abdul-Karim 45' |       | Meydaboudi 17' Teymourian 53' | Amman International Stadium, Amman Toeschouwers: 3.000 Scheidsrechter: Ko Hyung-jin |

### Groep B
| Land     | Gsp | Win | Gel | Ver | DV | DT | +/− | Pnt |
| -------- | --- | --- | --- | --- | -- | -- | --- | --- |
| Koeweit  | 2   | 1   | 1   | 0   | 4  | 3  | +1  | 4   |
| Jordanië | 2   | 0   | 2   | 0   | 3  | 3  | 0   | 2   |
| Syrië    | 2   | 0   | 1   | 1   | 2  | 3  | –1  | 1   |

|                                                  |          |       |             |                                                         |
| 24 september 2010 «onderlinge duels» 20:00 (GMT) | Jordanië | 1 – 1 | Syrië       | Amman International Stadium, Amman Toeschouwers: 18.000 |
| 24 september 2010 «onderlinge duels» 20:00 (GMT) | Deeb 13' |       | Al Zino 82' | Amman International Stadium, Amman Toeschouwers: 18.000 |

|                                                  |                |       |                                    |                                                        |
| 26 september 2010 «onderlinge duels» 19:00 (GMT) | Syrië          | 1 – 2 | Koeweit                            | Amman International Stadium, Amman Toeschouwers: 1.500 |
| 26 september 2010 «onderlinge duels» 19:00 (GMT) | Al-Oimaier 83' |       | Rashed 53' Hussain Al-Moussawi 71' | Amman International Stadium, Amman Toeschouwers: 1.500 |

|                                                  |                         |       |                       |                                                         |
| 28 september 2010 «onderlinge duels» 19:00 (GMT) | Koeweit                 | 2 – 2 | Jordanië              | Amman International Stadium, Amman Toeschouwers: 18.000 |
| 28 september 2010 «onderlinge duels» 19:00 (GMT) | Naser 60' Al-Magmed 78' |       | Abdel-Fattah 38', 51' | Amman International Stadium, Amman Toeschouwers: 18.000 |

### Groep C
| Land      | Gsp | Win | Gel | Ver | DV | DT | +/− | Pnt |
| --------- | --- | --- | --- | --- | -- | -- | --- | --- |
| Irak      | 2   | 2   | 0   | 0   | 5  | 1  | +4  | 6   |
| Jemen     | 2   | 1   | 0   | 1   | 4  | 3  | +1  | 3   |
| Palestina | 2   | 0   | 0   | 2   | 1  | 6  | –5  | 0   |

|                                                  |                     |       |             |                                                        |
| 25 september 2010 «onderlinge duels» 18:00 (GMT) | Irak                | 2 – 1 | Jemen       | Amman International Stadium, Amman Toeschouwers: 3.000 |
| 25 september 2010 «onderlinge duels» 18:00 (GMT) | Samal 49' Hawar 72' |       | Al Nono 10' | Amman International Stadium, Amman Toeschouwers: 3.000 |

|                                                  |                                    |       |           |                                                                                          |
| 27 september 2010 «onderlinge duels» 18:00 (GMT) | Jemen                              | 3 – 1 | Palestina | Amman International Stadium, Amman Toeschouwers: 4.500 Scheidsrechter: Nasser Al-Ghafari |
| 27 september 2010 «onderlinge duels» 18:00 (GMT) | Al-Nono 43' (pen.), 83' Thabit 63' |       | Obeid 79' | Amman International Stadium, Amman Toeschouwers: 4.500 Scheidsrechter: Nasser Al-Ghafari |

|                                                  |           |                                 |      |                                                        |
| 29 september 2010 «onderlinge duels» 18:00 (GMT) | Palestina | 0 – 3                           | Irak | Amman International Stadium, Amman Toeschouwers: 4.000 |
| 29 september 2010 «onderlinge duels» 18:00 (GMT) |           | Karim 15', 76' Akram 86' (pen.) |      | Amman International Stadium, Amman Toeschouwers: 4.000 |

## Knockoutfase
|  | halve finale      | halve finale      |  |         | finale            | finale            |
|  |                   |                   |  |         |                   |                   |
|  | 1 oktober – Amman |                   |  |         |                   |                   |
|  | Iran              | 2                 |  |         |                   |                   |
|  | Irak              | 1                 |  |         | 3 oktober – Amman | 3 oktober – Amman |
|  |                   |                   |  |         | Iran              | 1                 |
|  | 1 oktober – Amman | 1 oktober – Amman |  | Koeweit | 2                 |                   |
|  | Koeweit           | 1 (4)             |  |         |                   |                   |
|  | Jemen             | 1 (2)             |  |         |                   |                   |

### Halve finales
|                                               |                          |       |           |                                                                  |
| 1 oktober 2010 «onderlinge duels» 16:00 (GMT) | Iran                     | 2 – 1 | Irak      | Amman International Stadium, Amman Scheidsrechter: Hajime Matsuo |
| 1 oktober 2010 «onderlinge duels» 16:00 (GMT) | Hosseini 59' Gholami 84' |       | Karim 71' | Amman International Stadium, Amman Scheidsrechter: Hajime Matsuo |

|                                               |                |       |             |                                    |
| 1 oktober 2010 «onderlinge duels» 21:00 (GMT) | Koeweit        | 1 – 1 | Jemen       | Amman International Stadium, Amman |
| 1 oktober 2010 «onderlinge duels» 21:00 (GMT) | Al-Rashidi 73' |       | Al-Nono 55' | Amman International Stadium, Amman |

|  |       | strafschoppen |
|  | 4 – 2 |               |

### Finale
|                                               |                  |       |                          |                                                                      |
| 3 oktober 2010 «onderlinge duels» 18:00 (GMT) | Iran             | 1 – 2 | Koeweit                  | Amman International Stadium, Amman Scheidsrechter: Nasser Al-Ghafari |
| 3 oktober 2010 «onderlinge duels» 18:00 (GMT) | Meydavoudi 90+5' |       | Al-Mashaan 10' Naser 40' | Amman International Stadium, Amman Scheidsrechter: Nasser Al-Ghafari |

| West-Aziatisch kampioenschap Winnaar 2010 |
| ----------------------------------------- |
|                                           |
| Koeweit 1ste titel                        |